# Cash.life
Die cash.life AG ist ein deutsches börsennotiertes Finanzunternehmen Sitz in Berlin. Das Unternehmen wurde 1999 gegründet.
Laut dem Marketing von Cash.life hat es als erstes Unternehmen in Deutschland im Jahr 1999 Verbrauchern ermöglicht, ihre Lebens- und Rentenversicherungen zu verkaufen, statt zu kündigen. Neben dem Policenverkauf haben Kunden auch die Möglichkeit, ihre Lebensversicherungspolice zu beleihen.
Das Unternehmen bietet Policeninhabern einen Kaufpreis, der über dem Rückkaufswert der Versicherungen im Kündigungsfall liegt. Anschließend verkauft die cash.life AG die Policen gebündelt an Investoren weiter. Interessierte Aufkäufer sind zum Beispiel Fonds. Die Verwaltung der Policen läuft indessen meist bis zum Ablauf weiter über die cash.life AG. Der Kunde profitiert dadurch, dass ihm das vorher unflexibel angelegte Geld sofort zur Verfügung steht. Als Initiator im Zweitmarkt für Lebensversicherungen hat die cash.life AG seit der Gründung bis ins Jahr 2008 Policen im Wert von über zwei Milliarden Euro platziert.
Durch einen Steuerbescheid der Finanzverwaltung über mehr als 239 Mio. Euro im Jahr 2013 kam es zur Überschuldung der Gesellschaft. Per 31. Dezember 2013 beträgt der nicht durch Eigenkapital gedeckte Fehlbetrag in der Bilanz der Cash.Life AG 219 Mio. Euro. Die Gesellschaft bestritt den Steuerbescheid vor Gericht. Eine Pflicht zur Beantragung einer Insolvenz sei aus Sicht der Gesellschaft nicht gegeben gewesen, da ein Rangrücktritt seitens der Finanzverwaltung bestehe und die Vollziehung des Steuerbescheids bis zur gerichtlichen Klärung ausgesetzt sei.
Nachdem beim Finanzgericht München die Klage in der mündliche Verhandlung zunächst abgewiesen wurde, wurde dieser in der Revision vor dem Bundesfinanzhof im September 2019 stattgegeben. Damit konnte im Anschluss die gebildete Rückstellung aufgelöst werden, die in der Bilanz von 2019 zu einem einmaligen Ertrag von 280 Mio. (vor Steuern) führte.

## Aktie
Die 8.579.900 Stammaktien sind unter der WKN 500910 (ISIN DE0005009104) im Freiverkehr notiert (ehemals Regulierter Markt). Davon hält die Augur Financial Holding Vier GmbH & Co. KG (Frankfurt, Deutschland) über 75 %.

## Kennzahlen
|                                     | 2019 | 2018  | 2017  | 2016 | 2015  | 2014 | 2013  | 2012  | 2011  | 2010  | 2009  | 2008    | 2007    | 2006    | 2005    |
| ----------------------------------- | ---- | ----- | ----- | ---- | ----- | ---- | ----- | ----- | ----- | ----- | ----- | ------- | ------- | ------- | ------- |
| Ankaufsvolumen [Mio. €]             | 0    | 0     | 0     | 0    | 0     | 0    | 0     | 5,1   | 26,8  | 6,0   | 9,4   | 253,3   | 745,0   | 636,0   | 431,3   |
| Umsatzerlöse [Mio. €]               | 0,47 | 0,67  | 0,86  | 0,88 | 0,89  | 0,96 | 3,5   | 43,7  | 12,97 | 3,97  | 26,0  | 192,9   | 500,5   | 532,7   | 299,1   |
| Überschuss [Mio. €]                 | 280  | −7,2  | −10,9 | −17  | -15,2 | 5,9  | −245  | 0,02  | −1,5  | 2,3   | 1,2   | −19,2   | −2,8    | 6,9     | 5,8     |
| Verwaltetes Policenvolumen [Mio. €] | 86,6 | 116,6 | -     | -    | -     | -    | 262   | 310,2 | 361,8 | 374,6 | 384,4 | 2.051,1 | 2.306,3 | 1.674,1 | 1.126,4 |
| - davon Handelsbestand [Mio. €]     | 7,6  | 5,5   | -     | -    | -     | -    | 16,2  | 28,4  | 88,2  | 89,1  | 102,4 | 154,9   | 444,7   | 286,3   | 268,3   |
| - davon Fremdbestand [Mio. €]       | 79,0 | 111,1 | -     | -    | -     | -    | 245,8 | 281,8 | 273,6 | 285,5 | 282,0 | 1.896,6 | 1.861,6 | 1.387,8 | 858,1   |